# Jörg Mielke

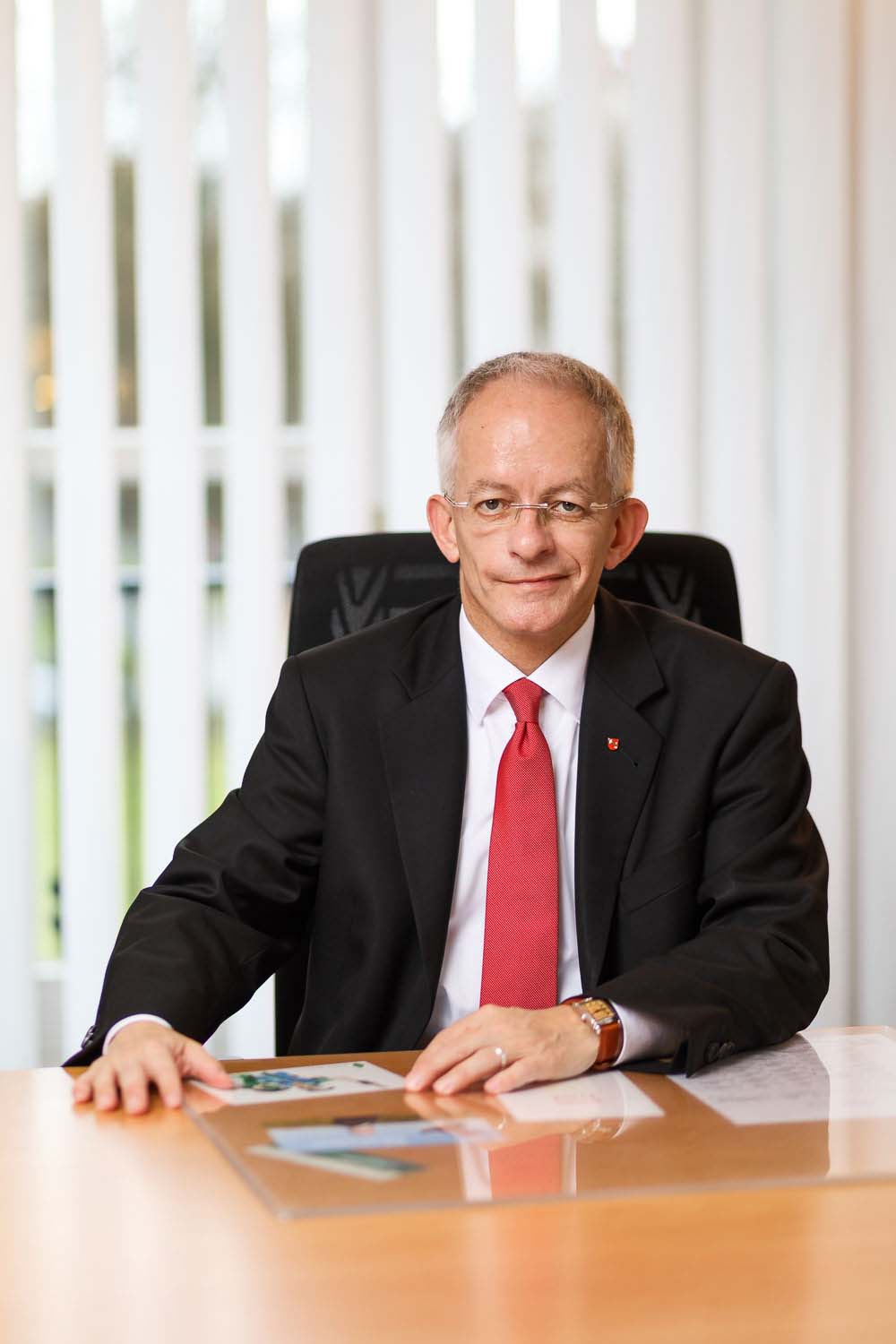
Jörg Mielke (2016)

Jörg Mielke (* 15. Juni 1959 in Hagen, Westfalen) ist ein deutscher Politiker (SPD). Er war von 2013 bis 2025 als Staatssekretär Leiter der Niedersächsischen Staatskanzlei. Zuvor war er von 2005 bis 2013 Landrat des Landkreises Osterholz.

## Leben
Jörg Mielke studierte von 1979 bis 1984 Rechtswissenschaften an der Universität Göttingen und schloss dort mit dem ersten Staatsexamen ab. Daran anschließend war er von 1984 bis 1987 an der Göttinger Universität als wissenschaftlicher Assistent tätig. In den Jahren 1987 bis 1990 absolvierte Mielke sein Referendariat in Bremen. 1989 wurde er in Göttingen promoviert.

## Landrat
Zwischen den Jahren 1991 bis 1995 leitete Mielke das Rechtsamt beim Landkreis Osterholz. Im Jahr 1995 wurde er zum Dezernenten für die Bereiche Bauen, Umwelt, Kultur und Tourismus ernannt; er leitete das Dezernat bis Ende 2004. Im Januar 2005 wurde Jörg Mielke mit Unterstützung der SPD zum Landrat des Landkreises Osterholz mit 62,26 % aller Stimmen gewählt. Damit war Jörg Mielke der erste gewählte Landrat seit Einführung der „Eingleisigkeit“ der Verwaltung im Landkreis Osterholz. Am 11. November 2011 wurde Mielke mit 85,46 % in seinem Amt bestätigt. Seine Gegenkandidaten waren Oliver Koller (FDP 8,39 %) und Norbert Weber (Die Linke 5,96 %). Unterstützt wurde Mielke bei seiner Wiederwahl durch die SPD und die CDU.

## Chef der Niedersächsischen Staatskanzlei
Nach der Landtagswahl in Niedersachsen 2013 wurde Mielke am 19. Februar 2013 zum Chef der Niedersächsischen Staatskanzlei ernannt und in dieser Position nach den Landtagswahlen 2017 und 2022 bestätigt. Mielke übte diese Position als Staatssekretär aus. Im Zuge der Bildung des Kabinetts Lies am 20. Mai 2025 schied er aus dem Amt aus.
Als Leiter der Staatskanzlei trug er „die vollständige organisatorische Verantwortung für die Behörde“. Inhaltlich verantwortlich war Mielke insbesondere für den Bereich der politischen Planung. Dazu gehörten die sog. „Spiegelreferate“, welche die Ressortkoordinierung mit und zwischen den Ministerien vornehmen. In der Letztverantwortung von Mielke lag auch die Vor- und Nachbereitung der Sitzungen des Kabinetts. In seinem Bereich wurde zudem das Abstimmungsverhalten Niedersachsens auf den Sitzungen des Bundesrates zusammengeführt und seine Mitarbeiter waren für die Zusammenarbeit zwischen Landtag und Landesregierung zuständig.
Zu seinem Verantwortungsbereich gehörten der Innere Dienst und die Organisation der Landesverwaltung. Das Protokoll der Staatskanzlei, zuständig für die Vorbereitung und Begleitung von repräsentativen Aufgaben des Ministerpräsidenten, lag ebenfalls in seinem Zuständigkeitsbereich. Darüber hinaus war Mielke für die Gestaltung der niedersächsischen Medienpolitik letztverantwortlich. Hierzu gehörte auch die Rechtsaufsicht über die Landesmedienanstalt. Er vertrat das Land Niedersachsen in diesem Zusammenhang in verschiedenen Gremien, wie der Rundfunkkommission der Länder oder dem ZDF-Fernsehrat. Außerdem fielen die Internationale Zusammenarbeit und die Entwicklungspolitik des Landes Niedersachsens in seinen Aufgabenbereich.

## Kritik an seiner Amtsführung
Im September 2014 wurden Vorwürfe wegen Korruption während seiner Amtszeit als Landrat im Zusammenhang mit einer Chemiefirma in Ritterhude erhoben. Diese Vorwürfe wurden nicht bestätigt und von der zuständigen Staatsanwaltschaft entkräftet. Zu den Vorwürfen, dass er Geschenke in seiner Position als Landrat erhalten habe, erklärte er in einem Interview: „Es war damals die übliche Praxis, die ich in meinem ersten Jahr als Landrat des Kreises Osterholz vorgefunden habe, dass Unternehmen sich zum Jahresende mit solchen Gaben für die gute Zusammenarbeit bedankten.“
Zu Beginn seiner Amtsführung in der Staatskanzlei wurden Zusatzkosten in Höhe von 180.000 Euro für den Braunschweiger Regionalbeauftragten Matthias Wunderling-Weilbier kritisiert.

## Weitere Funktionen
Jörg Mielke war und ist Funktionsträger in verschiedenen Organisationen, darunter
- 03/2007 bis 02/2013: Mitglied im Vorstand des Niedersächsischen Landkreistages;
- 09/2009 bis 12/2011: Vorstandsvorsitzender des Niedersächsischen Studieninstituts für kommunale Verwaltung e. V.;
- 02/2010 bis 02/2013: Präsident des Kommunalen Arbeitgeberverbands Niedersachsen;
- 10/2011 bis 02/2013: Erster Vorsitzender der Metropolregion Bremen-Oldenburg im Nordwesten e. V.[1]
- 02/2013 bis heute: Vertreter des Landes Niedersachsen im Fernsehrat des ZDF[8]
- 04/2013 bis heute: Mitglied im Allgemeinen Beirat Öffentlichkeit und Verwaltung der Norddeutsche Landesbank
- 03/2013 bis 08/2013: Mitglied im Aufsichtsrat nordmedia
- 09/2013 bis heute: Vorsitzender des Aufsichtsrates der nordmedia
- 12/2017 bis heute: Mitglied des Aufsichtsrats der Flughafen Hannover-Langenhagen GmbH.